# U-664
| U-664                      | U-664                                                          | U-664                                                          |
| -------------------------- | -------------------------------------------------------------- | -------------------------------------------------------------- |
|                            |                                                                |                                                                |
|                            |                                                                |                                                                |
|                            |                                                                |                                                                |
| Під прапором               | Третій рейх                                                    | Третій рейх                                                    |
| Спуск на воду              | 28 квітня 1942 року                                            | 28 квітня 1942 року                                            |
| Виведений зі складу флоту  | 9 серпня 1943 року                                             | 9 серпня 1943 року                                             |
| Сучасний статус            | затоплений                                                     | затоплений                                                     |
| Проєкт                     |                                                                |                                                                |
| Тип ПЧ                     | Торпедний ДПЧ                                                  | Торпедний ДПЧ                                                  |
| Основні характеристики     |                                                                |                                                                |
| Швидкість (надводна)       | 17,7 вузлів                                                    | 17,7 вузлів                                                    |
| Швидкість (підводна)       | 7,6 вузлів                                                     | 7,6 вузлів                                                     |
| Робоча глибина занурення   | 100 м                                                          | 100 м                                                          |
| Гранична глибина занурення | 220 м                                                          | 220 м                                                          |
| Екіпаж                     | 44 осіб                                                        | 44 осіб                                                        |
| Розміри                    |                                                                |                                                                |
| Довжина найбільша (по КВЛ) | 67,1 м                                                         | 67,1 м                                                         |
| Ширина корпусу найб.       | 6,2 м                                                          | 6,2 м                                                          |
| Висота                     | 9,6 м                                                          | 9,6 м                                                          |
| Середня осадка (по КВЛ)    | 4,70 м                                                         | 4,70 м                                                         |
| Водотоннажність надводна   | 769 т                                                          | 769 т                                                          |
| Озброєння                  |                                                                |                                                                |
| Артилерія                  | одна палубна гармата калібру 88-мм, одна 20-мм зенітна гармата | одна палубна гармата калібру 88-мм, одна 20-мм зенітна гармата |
| Торпедно- мінне озброєння  | 4 носових і один кормовий ТА. 14 торпед                        | 4 носових і один кормовий ТА. 14 торпед                        |

U-664 — німецький підводний човен типу VIIC, часів Другої світової війни.
Замовлення на будівництво човна було віддане 15 серпня 1940 року. Човен був закладений на верфі суднобудівної компанії «Howaldtswerke Hamburg AG» у Гамбурзі 11 липня 1941 року під заводським номером 813, спущений на воду 28 квітня 1942 року, 17 червня 1942 року увійшов до складу 8-ї флотилії. Також за час служби перебував у складі 9-ї флотилії. Єдиним командиром човна був оберлейтенант-цур-зее Адольф Греф.
Човен зробив 5 бойових походів, в яких потопив 3 судна (загальна водотоннажність 19 325 брт).
Потоплений 9 серпня 1943 року в Північній Атлантиці західніше Азорських островів (40°12′ пн. ш. 37°29′ зх. д. / 40.200° пн. ш. 37.483° зх. д.) глибинними бомбами двох бомбардувальників «Евенджер» та одного «Вайлдкет» з ескортного авіаносця ВМС США «Кард». 7 членів екіпажу загинули, 44 врятовані.

## Потоплені та пошкоджені кораблі[3]
| Назва          | Тип            | Належність | Дата           | Тоннаж (БРТ) | Вантаж                      | Статус    | Місце                                                       |
| Emile Francqui | вантажне судно | Бельгія    | 16 грудня 1942 | 5 859        | 634 т припасів              | потоплено | 50°58′ пн. ш. 24°42′ зх. д. / 50.967° пн. ш. 24.700° зх. д. |
| H.H. Rogers    | танкер         | Панама     | 21 лютого 1943 | 8 807        | Баласт                      | потоплено | 50°30′ пн. ш. 24°38′ зх. д. / 50.500° пн. ш. 24.633° зх. д. |
| Rosario        | вантажне судно | США        | 21 лютого 1943 | 4 659        | Пісочний та шлаковий баласт | потоплено | 50°30′ пн. ш. 24°38′ зх. д. / 50.500° пн. ш. 24.633° зх. д. |